# Валтер Бром
Валтер Хенрик Бром (14. јануар 1921 – 18. јун 1968) био је пољски фудбалер који је играо на позицији голмана.
Бром, који је играо за Рух Хожов, био је резервни играч пољског тима на Светском првенству у фудбалу 1938. године. Био је (и до данас јесте) најмлађи голман који је икада био на листи фудбалера било ког Светског првенства. Почетком јуна 1938. године, када се турнир одржао, имао је само 17 година и четири месеца. Једину утакмицу Пољске на турниру, пораз од Бразила резултатом 5 : 6, провео је на клупи. Био је један од ретких играча који је наставио каријеру након Другог светског рата. Званично је дебитовао за сениорски тим 11. јуна 1947. у поразу од Норвешке резултатом 1 : 3.
Током Другог светског рата, Бром је био приморан да се придружи Вермахту.